# Bogklub
En bogklub er et begreb, der benyttes om en bestemt distributionskanal for forlag. Bogklubbernes medlemmer får tilsendt "månedens bog", hvis de ikke afbestiller bogen inden en bestemt dato. Enkelte bogklubber kræver, at medlemmet aktivt skal bestille de ønskede bøger. Bogklubben har som regel et katalog af andre bøger, som kan købes i stedet for eller sammen med "månedens bog".
Medlemmernes loyalitet forsøges primært fastholdt ved at bogklubudgaver er billigere end de ordinære udgaver.

## "Klub"
"Bogklubben" er egentlig ikke en klub, men en abonnementsordning. Uden for Danmark findes bogklubber, der er egentlige klubber.
Oprah's Book Club er et tilbagevendende afsnit i Oprah Winfreys talkshow, hvor hun anbefaler en bog. Omtalen medfører ofte en markant salgsfremgang for bøgerne.
| Erhverv og erhvervsliv | Spire Denne artikel om erhverv, erhvervsliv og arbejdsmarked er en spire som bør udbygges. Du er velkommen til at hjælpe Wikipedia ved at udvide den. |